# Smartes Objekt
Ein smartes Objekt (englisch smart object) ist ein Objekt, das durch die Einbettung von Informationstechniken über Fähigkeiten verfügt, die über seine ursprüngliche Bestimmung hinausgeht. Die erweiterten Fähigkeiten solcher Gegenstände bestehen darin, Daten zu erfassen, zu verarbeiten und zu speichern und mit ihrer Umgebung zu interagieren.

## Grundlagen

### Motivation
Der Gedanke, der der Erschaffung von intelligenten Objekten zu Grunde liegt, ist die Schließung der Lücke zwischen der realen Welt, die physisch erfahrbar ist, und der digitalen Welt, die in den Informationssystemen vorliegt. Intelligente Objekte bilden die Grundlage für die Vision des ubiquitous computing. In dieser Vision, die wesentlich am Xerox PARC entwickelt wurde, verschwindet die Grenze zwischen Computern und Alltagsgegenständen, in dem die Informationstechnologien mit den Alltagsgegenstände verschmelzen und an jedem Ort genutzt werden können. Das Ziel ist die Unterstützung des Menschen durch intuitive bedienbare Geräte. Ähnlich ist auch der Begriff des Internets der Dinge zu verstehen, in dem sich intelligente Alltagsgegenstände, die über digitale Logik, Sensorik und Kommunikationsfähigkeiten verfügen, in Netzwerken zusammenfinden. Aus der betriebswirtschaftlichen Perspektive sind diese intelligenten Objekte besonders interessant, um zusätzliche Informationen über den Status von Objekten und Prozessen digital zu erfassen. Das sogenannte High Resolution Management zielt darauf ab, Managementaufgaben wie Planung, Führung und Controlling durch die automatisierte Datenerfassung zu unterstützen. Die verwendeten Informationstechnologien dienen dazu, Informationen in kürzeren Zeitabständen, mit höherem Detaillierungsgrad (idealerweise auf der Ebene eines einzelnen Artikels) und mit zusätzlichen Statusinformationen (z. B. die aktuelle Temperatur) zu gewinnen. Dadurch, dass die Datenerfassung durch die Automatisierung geringere Kosten verursacht, kann die Anzahl der Messungen erhöht werden und so die Planungen des Unternehmens häufiger an die realen Bedingungen angepasst werden.

### Fähigkeiten
Die Definition von smarten Objekten als Objekte, die durch Informationstechnologien einen erweiterten Funktionsumfang erhalten, erfasst eine Vielzahl unterschiedlicher Anwendungen. Zur allgemeinen Beschreibung von smarten Objekten können dabei die wesentlichen Funktionen in fünf Kategorien aufgeteilt werden:
- Identifikation und Datenspeicherung
- Sensorik zur Erfassung der Umwelt
- Aktoren zur Beeinflussung der Umwelt
- Elektronische Datenverarbeitung und Entscheidungsunterstützung
- Kommunikation und Netzwerkfähigkeit[2][8]

## Anwendungen

### Private Anwendungen smarter Objekte
Die zuvor eingeführte technologische Gliederung der Fähigkeiten ist sowohl für Anwendungen von smarten Objekten im Unternehmen als auch bei Anwendungen, die die Produktfunktionalität für einen privaten Nutzer erhöhen, möglich. Nach der anfangs getroffenen Definition intelligenter Objekte wird im Bereich der privaten Anwendungen ein extrem breiter Rahmen aufgespannt, bei denen eine weitergehende Kategorisierung kaum möglich ist.

### Betriebliche Anwendungen smarter Objekte
Im betrieblichen Kontext ist eine weitergehende Kategorisierung der Funktionen möglich. Dabei kann zwischen drei Bereichen unterschieden werden, die jeweils einen unterschiedlichen Umfang an eingebetteten Technologien benötigen. Eine grundlegende Funktion, die mit smarten Objekten umgesetzt werden kann, ist die Echtzeit-Erfassung von Daten innerhalb der betrieblichen Prozesse. Mit Hilfe von intelligenten Objekten können Informationen über den Ort, den Zustand und die Umgebung von Objekten zeitnah zur Verfügung gestellt werden. Die zweite wesentliche Funktion ergibt sich, wenn die Fähigkeiten der Objekte so erweitert werden, dass auch eine dezentrale Informationsverarbeitung und Entscheidungsfindung möglich ist. In diesem Fall kann die Entscheidung, einen Prozess zu starten oder zu beenden, direkt an geeignete Objekte übertragen werden. Eine noch weitergehende Übertragung von Aufgaben auf die Objekte findet statt, wenn Objekte einzeln oder durch eine Vernetzung untereinander komplette Geschäftsprozesse ausführen können, also beispielsweise ein logistisches Objekt selbstständig seinen Weg durch eine Logistikumgebung findet.
Anwendungen finden sich bereits im Bereich Logistik und Gesundheitswesen. Zur Optimierung von Lieferketten können intelligente Objekte eingesetzt werden, die sich am Warenausgang eines Lieferanten und am Wareneingang eines Kunden automatisch identifizieren können (z. B. durch RFID). So können zu jeder Zeit die aktuellen Bestände entlang der Lieferkette mit geringem Aufwand und ohne manuelle Dateneingabe erhoben werden. In Verbindung mit einem überbetrieblichen Datenaustausch kann so der gefürchtete Peitscheneffekt bekämpft werden. Die intelligenten Objekte können hier als technologische Grundlage für verbesserte Planungsansätze (beispielsweise Collaborative Planning, Forecasting and Replenishment) dienen.
Im Gesundheitswesen sind bereits Anwendungen anzutreffen, die neben der reinen Identifikation auch weitere Funktionen von smarten Objekten nutzen. Ein Beispiel bietet die Unterstützung einer Bluttransfusion durch drahtlose Sensornetzwerke. Dabei können mehrere unterschiedliche Funktionen mit Hilfe der eingebetteten Informationstechnologien durchgeführt werden. Durch die Integration eines Sensorknotens mit Temperaturfühler in einen Transfusionsbeutel kann die Temperatur an der Oberfläche des Blutprodukts kontinuierlich überwacht werden. Diese Werte werden an ein im Hintergrund liegendes Auswertungssystem übertragen, und im Fall der Verletzung von Schwellenwerten kann das zuständige Personal über die möglichen Qualitätsmängel informiert werden. Wenn auch die Patienten mit einem Armband mit Sensorknoten ausgestattet werden, kann ein automatischer Abgleich zwischen den Informationen von Patient und Blutprodukt durchgeführt werden. Durch eingebaute LEDs, die hier als Aktoren dienen, kann das Personal vor der Durchführung einer Transfusion gewarnt werden, wenn der Patient und das Blutprodukt inkompatibel sind.

## Technologien
Die grundlegende Funktion für viele Anwendungen smarter Objekte stellt die eindeutige Identifikation von Objekten dar. Dies gilt besonders für logistische Anwendungen, bei denen die Lokalisierung von Objekten durch die Erfassung an Identifikationspunkten im Mittelpunkt steht. Daher kann die drahtlose Datenübertragung mit RFID als Basistechnologie für einige Anwendungen betrachtet werden. Bei Objekten, die neben der Identifikation und Datenspeicherung auch Aufgaben wie Datenerfassung oder Datenverarbeitung übernehmen, können auch drahtlose Sensornetzwerke eingesetzt werden.